# Vergelijkende reclame
Vergelijkende reclame is reclame waarbij het product van de reclamemaker wordt vergeleken met een product van een concurrent. De mate waarin vergelijkende reclame is toegestaan en gebruikelijk is verschilt van land tot land.
In de Verenigde Staten is vergelijkende reclame relatief gebruikelijk. Namen en producten van de concurrent worden gewoon gebruikt. In de Europese Economische Ruimte geeft de Richtlijn misleidende en vergelijkende reclame regels omtrent het gebruik van vergelijkende reclame. In de richtlijn wordt vergelijkende reclame gedefinieerd als (artikel 2 onder c) "elke vorm van reclame waarbij een concurrent dan wel door een concurrent aangeboden goederen of diensten uitdrukkelijk of impliciet worden genoemd". In Nederland heeft de Hoge Raad in 1985 al vergelijkende reclame toegelaten in het Pokon/Substral-arrest. Voor de omzetting van de richtlijn is aansluiting gezocht bij de artikelen 194 tot en met 196 van Boek 6 van het Burgerlijk Wetboek, die al de materie van de misleidende reclame regelden en waarin al met vergelijkende reclame rekening werd gehouden. In België is de regelgeving inzake vergelijkende reclame terug te vinden in het Boek VI van het Wetboek van Economisch Recht, meer specifiek artikel VI.17.
Voor vergelijkende reclame gelden op basis van de Europese richtlijn een aantal eisen:
- De reclame mag niet misleidend zijn.
- Goederen of diensten die vergeleken worden moeten in dezelfde behoeften voorzien of voor hetzelfde doel zijn bestemd.
- De vergelijking moet objectief zijn. Het moet hierbij gaan om wezenlijke, relevante, controleerbare en representatieve kenmerken van de goederen en diensten. Prijs is een duidelijk voorbeeld dat hieraan voldoet.
- Er mag als gevolg van de vergelijkende reclame geen verwarring ontstaan tussen concurrent en aanbieder.
- De vergelijkende reclame mag zich niet kleinerend uitlaten over de concurrent.
- Als het om producten met een benaming van oorsprong (zoals parmaham of champagne) gaat, moet de vergelijkende reclame binnen dezelfde benaming van oorsprong blijven. Champagne mag dus niet met een bordeaux vergeleken worden.
- Het mag geen oneerlijk voordeel opleveren voor de vergelijkende aanbieder als gevolg van de bekendheid van het merk van de concurrent.
- Het mag niet gaan om namaak- of imitatieproducten.

## Verwijzingen
1. ↑  Richtlijn 2006/114/EG van het Europees Parlement en de Raad van 12 december 2006 inzake misleidende reclame en vergelijkende reclame (Richtlijn MVR).
2. ↑  Kamerstukken II 2000/01, 27619, nr. 3 (memorie van toelichting).